# Hubert-Evrard Staring
Hubert-Evrard Staring OSB (* 1902 in Rotterdam; † 11. Mai 1945 im KZ Bergen-Belsen) war ein niederländisch-belgischer römisch-katholischer Geistlicher, Benediktiner und Märtyrer.

## Leben
Hubert-Evrard Staring wuchs in den Niederlanden auf und wollte Kaufmann werden. Von 1920 bis 1924 war er Artilleriesoldat. Ab 1924 ging er in ein Haus für Spätberufene und 1928 trat er in den in Amay in Belgien gegründeten, dann in Tancrémont Theux ansässigen Benediktinerkonvent ein, der 1957 nach Chevetogne wechselte. Nach Studien im Päpstlichen Athenaeum Sant’Anselmo in Rom (ab 1932) wurde er 1935 vom Bischof von Lüttich zum Priester geweiht. Dann wirkte er für die Wallfahrten in Tancrémont und Banneux. Ab 1939 war er Kapitelmönch.
Als er am 1. Mai 1942 eine Pfarrstelle in Châtillon-sur-Marne in Frankreich antreten sollte, wurde er an der Grenze wegen Devisenvergehens verhaftet und kam über die Gefängnisse Charleville-Mézières und Compiègne am 23. Januar 1943 in das KZ Sachsenhausen und von dort am 5. Februar 1945 in das KZ Bergen-Belsen. Dort erlebte er die Befreiung, starb aber am 11. Mai 1945 im Alter von 42 Jahren an Typhus.